# Barbie e il castello di diamanti
Barbie e il castello di diamanti (Barbie & the Diamond Castle) è un film d'animazione in computer grafica del 2008 diretto da Gino Nichele ed è il tredicesimo film di Barbie.

## Trama
Barbie e Teresa raccontano a Stacie, che ha litigato con la sua stessa amica Courtney, la storia di due amiche inseparabili, Liana e Alexa: vivono in una casetta quasi isolata dal resto del mondo, vendono bellissimi fiori che coltivano e condividono la stessa passione per la musica. Un giorno trovano due pietre a forma di cuore e le trasformano in collane per simboleggiare la loro amicizia. Il giorno dopo, Liana offre il suo cibo a una povera vecchia che in cambio dà loro uno specchio. Successivamente, i due sentono una voce dallo specchio e trovano al suo interno una ragazza di nome Melody. Le tre ragazze si mettono a cantare entusiasmate dalla bellezza dell'insieme delle loro voci, ma la perfida Lydia ordina a Slyder, un drago di modeste dimensioni, in grado di sentire a qualunque distanza il canto di Melody, di portare la ragazza da lei. Slyder si precipita a casa delle due amiche, ma entrambe riescono a ingannarlo e a fargli portare via un semplice specchio, anche se l'animale ha completamente distrutto la casa di Liana e Alexa.
Sapendo di essere la causa di tutto, Melody racconta la sua storia: lei viveva nel Castello di Diamanti, un magico castello dove è nata la musica sulle cui pareti spunta un diamante ogni volta che qualcuno canta, come apprendista delle tre muse Dori, Fedra e Lydia, protettrici della musica e grandi amiche. Un giorno però Lydia pretese di essere l'unica musa e proprietaria del Castello di Diamante, così abbandonò Fedra e Dori andando ad abitare in un'antica caverna ricca di magia nera per diventare più potente, tanto che le sue ex compagne dovettero nascondere il Castello di Diamanti, affidando la chiave a Melody. Dori e Fedra cercarono di far ragionare Lydia, ma quest'ultima le trasformò in statue di marmo che da allora conserva nella sua grotta. Melody fuggì e si nascose in uno specchio dove rimase intrappolata perché Slyder, che la stava inseguendo, aveva rotto il suo flauto: aveva così scoperto che se la sua padrona avesse distrutto tutti gli strumenti delle muse avrebbe portato dolore e disperazione nel mondo.
Liana insiste per aiutare Melody e Alexa accetta con riluttanza. Durante il loro viaggio, Liana e Alexa adottano due cuccioli, chiamandoli Sparkles e Lily. Al villaggio, Liana e Alexa incontrano i gemelli, Ian e Jeremy. Le ragazze vengono affrontate da Lydia che ordina loro di consegnare Melody. Quando rifiutano, Lydia tenta di ipnotizzarli con il suo flauto ma sono protetti dalle pietre sulle loro collane (rivelate provenire dal Castello di Diamanti). Le ragazze scappano con l'aiuto di Ian e Jeremy che si uniscono a loro nel loro viaggio ma vengono separate quando Liana e Alexa vengono portate via da un ponte magico.
Dopo aver esaurito le provviste, Alexa inizia a perdersi d'animo. Arrivano in una villa vicina e vengono accolti dai suoi gentili ospiti che, ipnotizzati da Lydia, dicono loro che sono i profetizzati proprietari della villa. Presa dai suoi lussi, Alexa suggerisce di abbandonare la loro ricerca e di vivere nella villa, ma Liana insiste per aiutare Melody, allontanandoli. Liana e Melody se ne vanno e Alexa si toglie con rabbia la collana, dopodiché viene rapita e ipnotizzata da Lydia. Liana viene catturata da Slyder e le sue mani sono legate da delle corde. Ad Alexa viene ordinato di saltare da una sporgenza se Melody non le dà la posizione del castello. Melody è d'accordo, per salvare Liana e Alexa, ma Slyder scioglie Liana e le fa cadere comunque dalla sporgenza. Liana riesce ad aggrapparsi alla sporgenza e ad Alexa. Liana restituisce la collana di Alexa e rompe l'incantesimo di Lydia.
Dopo aver fatto ammenda, Liana e Alexa vengono salvate dai ragazzi, che vanno con loro nella posizione del Castello di Diamanti. Mentre Slyder è distratto dai gemelli, Lydia crea un vortice e ordina loro di entrare e annegare, ma Liana riesce ad afferrare il suo flauto. Lydia ne chiede la restituzione, minacciando di rompere lo specchio, ma Melody frantuma lo specchio dall'interno per fermarla. Lo specchio viene gettato nel vortice ma viene salvato da Sparkles e Lily. Quando il flauto di Lydia cade nell'acqua, lei entra per prenderlo, ma il flauto, impregnato d'acqua, si ritorce contro e Lydia sembra scomparire.
Pensando che il Castello di Diamanti possa riportare indietro Melody, le ragazze si rendono conto che la canzone che Melody gli ha insegnato è la chiave. Cantano insieme e riappare il Castello di Diamanti. Entrando, Liana e Alexa ricevono magicamente nuovi vestiti e Melody viene liberata dallo specchio. Le ragazze entrano nella stanza della musica ma Lydia torna con Slyder. I tre suonano gli strumenti delle Muse e cantano insieme, sopraffacendo Lydia e trasformando lei e Slyder in pietra. Le altre Muse vengono liberate e gli incantesimi di Lydia vengono finalmente annullati.
Liana e Alexa vengono quindi incoronate principesse della musica e Melody finalmente nominata terza musa. Melody li invita a vivere nel castello, ma scelgono invece di tornare alla loro vecchia vita con i loro nuovi animali domestici, con le Muse che danno i due semi magici che possono sbocciare all'istante in fiori d'oro.
Quando la storia finisce, Stacie si rende conto che niente può rompere la vera amicizia e va a chiedere scusa a Courtney; Barbie e Teresa riprendono a suonare insieme, felici.

## Colonna sonora
La colonna sonora è stata eseguita dall'Orchestra Filarmonica Ceca e dalla Chamber Orchestra of Europe.
1. Connected – 3:41
2. Two Voices, One Song – 3:25
3. We're Gonna Find It – 3:07
4. Believe – 3:34
5. Two Voices, One Song (Movie Version) – 1:28
6. Wonderful Me – 3:18
7. We're Gonna Find It (Movie Version) – 3:16
8. Double Vision – 1:48

## Distribuzione
Dopo aver debuttato in Germania il 4 settembre 2008, il film è stato trasmesso negli Stati Uniti su Nickelodeon il 7 settembre per poi essere distribuito in DVD dal 9 settembre.

### Doppiaggio
| Personaggio  | Doppiatore originale                             | Doppiatore italiano                                        |
| ------------ | ------------------------------------------------ | ---------------------------------------------------------- |
| Barbie/Liana | Kelly Sheridan (dialoghi), Melissa Lyons (canto) | Emanuela Pacotto (dialoghi), Rossella Ruini (canto)        |
| Teresa/Alexa | Cassidy Ladden                                   | Valentina Mari (dialoghi), Giuliana D'Antuono (canto)      |
| Stacie       | Chantal Strand                                   | Veronica Puccio                                            |
| Melody       | Lara Janine                                      | Francesca Manicone (dialoghi), Letizia Liberati (canto)    |
| Lydia        | Kathleen Barr                                    | Alessandra Korompay (dialoghi), Viola Zucca (canto)        |
| Slyder       | Mark Acheson                                     | Antonio Palumbo                                            |
| Troll        | Scott McNeil                                     | Roberto Draghetti                                          |
| Jeremy       | Jeremy From                                      | Riccardo Niseem Onorato (dialoghi), Fabrizio Palma (canto) |
| Ian          | Noel Johansen                                    | Marco Vivio (dialoghi), Nicola Gargaglia (canto)           |
| Dori         | Nicole Oliver                                    | Francesca Fiorentini                                       |
| Ragazza      | Nicole Oliver                                    |                                                            |
| Fedra        | Heather Doerksen                                 | Daniela Abruzzese                                          |
| Cameriera    | Heather Doerksen                                 | Sara De Santis                                             |
| Oste         | Michael Dobson                                   |                                                            |
| Maggiordomo  | Ron Halder                                       | Sergio Lucchetti                                           |
| Anziana      | Linda Sorenson                                   | Daniela Abruzzese                                          |
| Sparkle      | Veena Sod                                        | (originale)                                                |
| Lily         | Veena Sod                                        | (originale)                                                |